# Лученок Ігор Михайлович
І́гор Миха́йлович Лучено́к  (біл. Ігар Міхайлавіч Лучанок; 6 серпня 1938, Мінськ  — 12 листопада 2018, Мінськ) — білоруський композитор, професор. Народний артист БРСР (1982) та народний артист СРСР (1987). Заслужений діяч мистецтв Білорусі (1973). Заслужений діяч культури Польщі (1980). Голова спілки композиторів Білорусі (1980—2018). Ректор Білоруської державної консерваторії (1982—1985).

## Нагороди, відзнаки
Лауреат Державної премії (1976), премії Ленінського комсомолу (1971), Міжнародної премії профспілок (2001).

## Смерть
Помер 12 листопада у Мінську на 81-му році життя.